# Солнцево (Донецкая область)
Солнцево (укр. Сонцеве) — село на Украине, находится в Старобешевском районе Донецкой области. Под контролем самопровозглашённой Донецкой Народной Республики.

## География

#### Соседние населённые пункты по странам света
С: Новомихайловка, Раздольное, Василевка
СЗ: —
СВ: Новозарьевка, Воровское, Каменка, Широкое
З: Белая Каменка, Староласпа, Новоласпа
В: Краснополье
ЮЗ: Красный Октябрь, Первомайское
ЮВ: Розовка, Вершиновка
Ю: Богдановка, Мичурино

## Население
Население по переписи 2001 года составляло 985 человек.

## Общие сведения
Код КОАТУУ — 1424587501. Почтовый индекс — 87262. Телефонный код — 6253.

## Адрес местного совета
87262, Донецкая область, Старобешевский р-н, с. Солнцево, пл. Ленина, д.61